# Salvador Orjas
Salvador Orjas Sánchez (n. S.XX) es un actor español. Su actividad cinematográfica y televisiva, básicamente en papeles de reparto, suman un total de treinta y cinco títulos, entre las décadas de 1960 y 1970.

Es hijo de los también actores José Orjas y Conchita Sánchez (Concepción Sánchez Cobo).

## Filmografía
- La venganza de Don Mendo (1979)
- Curro Jiménez 1 episodio (1978)
- Chely (1977)
- Mujeres insólitas 6 episodios (1977)
- El chiste (1976)
- Cuando los maridos se iban a la guerra (1976)
- Estudio 1 5 episodios (1968, 1970, 1971, 1973, 1976)
- Madrid, Costa Fleming (1976)
- Novela 19 episodios (1967-1968, 1971-1976)
- A la Legión le gustan las mujeres (...y a las mujeres les gusta la Legión) (1976)
- Solo ante el Streaking (1975)
- Palabras cruzadas 2 episodios (1975)
- Pim, pam, pum... ¡fuego! (1975)
- El pícaro 1 episodio (1975)
- Silencio, estrenamos 3 episodios (1974)
- Los camioneros 1 episodio (1973)
- El chulo (1974)
- La llamaban La Madrina (1973)
- Pequeño estudio 1 episodio (1968)
- Stop 1 episodio (1972)
- Teatro de siempre 4 episodios (1969,1972)
- Visto para sentencia 1 episodio (1971)
- Hora once 1 episodio (1971)
- Cuentos de Chejov 1 episodio (1971)
- Páginas sueltas 1 episodio (1970)
- El astronauta (1970)
- Verano 70 (1970)
- No le busques tres pies... (1968)
- La vil seducción (1968)
- La chica de los anuncios (1968)
- Fábulas 1 episodio (1968)
- El hueso (1968)
- ¿Es usted el asesino? 2 episodios (1967)
- Un mundo sin luz (Película TV) (1967)
- Sor Citroën (1967)